# Joao Grimaldo
Joao Alberto Grimaldo Ubidia, född 20 februari 2003 i Rímac, Lima, Peru, är en peruansk fotbollsspelare som spelar för Sporting Cristal och Perus landslag. Han spelar främst som vänstermittfältare men kan även spela som anfallare.

## Klubbkarriär
Grimaldo började som sjuåring spela fotboll i ungdomsakademin Academia Deportiva Cantolao och spelade där fram till han var 12. Efter det började han spela i Esther Grande Bentín ungdomslag och spelade där under två säsonger. 2016 flyttade han till en av Perus största klubbar, Sporting Cristal, där han började spela för klubbens ungdomslag.
I januari 2020 gjorde Grimaldo sin professionella debut som 17-åring i matchen mot Deportiva Cantolao. Grimaldo gjorde sitt första mål som proffs den 25 juni 2021 i en ligamatch mot Ayacucho FC i en match som slutade 2-0. Han spelade sin sista match för Alianza Atlético den 29 oktober 2023 i säsongens sista match. Totalt spelade Grimaldo 73 ligamacher och gjorde 11 mål och var.

## Landslagskarriär
Grimaldos framfart i Sporting Cristal gjorde att han under 2023 blev uppkallad till Perus landslag för första gången. Han gjorde sin landslagsdebut mot Brasilien i Kvalet till VM 2026 där han ersatte Andy Polo i den 45:a minuten.

## Meriter
Sporting Cristal
- Torneo Descentralizado: 2020
- Copa Bicentenario: 2021